# Carcelia cariniforceps
Carcelia cariniforceps là một loài ruồi trong họ Tachinidae.